# Wolfgang Liebeneiner
Wolfgang Georg Louis Liebeneiner (ur. 6 października 1905 w Lubawce, zm. 28 listopada 1987 w Wiedniu) – niemiecki reżyser, scenarzysta i aktor filmowy.

## Życiorys
Urodził się w Lubawce na Dolnym Śląsku. Jego ojciec działał w branży tekstylnej. Wolfgang został wysłany do szkoły kadetów Wahlstatt und Berlin-Lichterfelde i udał się na dalsze nauki do Berlina-Zehlendorf. W 1928 r. był uczniem Ottona Falckenberga, dyrektora Monachium Kammerspiele, szkolił się w aktorstwie i sztuce reżyserii. Po ukończeniu nauk u Falckenberga studiował filozofię, germanistykę i historię międzynarodową w Innsbrucku, Berlinie i Monachium.
Od 1930 do 1934 grał w berlińskim Deutsches Theater. W 1935 roku ożenił się z aktorką Ruth Hellberg. Od 1936 do 1944 był członkiem Preußisches Staatstheater w Berlinie. Od 1938 do 1943 roku był dyrektorem wydziału sztuki Akademii Filmowej w Babelsbergu koło Berlina. W latach 1942–1945 pracował dla wytwórni filmowej UFA. Zazwyczaj grał młodych kochanków i grał epizodyczne role w filmach, które reżyserował.
Ponownie ożenił się w 1944 z jugosłowiańską aktorką Hilde Krahl, z którą miał dwójkę dzieci. Córka Johanna Liebeneinera poszła w ślady rodziców i również została aktorką.

## Filmografia

### Aktor
| - 1931: Die andere Seite - 1932: Wenn dem Esel zu wohl ist - 1933: Die schönen Tage von Aranjuez - 1933: Miłostki (Liebelei) - 1934: Was bin ich ohne Dich - 1934: Abschiedswalzer - 1934: Musik im Blut - 1934: Rivalen der Luft - 1934: Freut Euch des Lebens - 1935: Künstlerliebe - 1935: Die blonde Carmen - 1935: Eine Nacht an der Donau | - 1935: Lockspitzel Asew - 1935: Die selige Exzellenz - 1935: Alles hört auf mein Kommando - 1936: Alle Tage ist kein Sonntag - 1936: Donaumelodien - 1936: Die unerhörte Frau - 1936: Das Schönheitsfleckchen - 1941: Friedemann Bach - 1949: Tobias Knopp, Abenteuer eines Junggesellen - 1952: Herz der Welt - 1956: Vor 100 Jahren fing es an |

### Reżyser
| - 1937: Der Mustergatte - 1937: Versprich mir nichts - 1938: Du und ich - 1938: Yvette - 1938: Ziel in den Wolken - 1939: Der Florentiner Hut - 1940: Bismarck - 1940: Die gute Sieben - 1941: Ich klage an - 1941: Das andere Ich - 1942: Dymisja (Die Entlassung) - 1943: Großstadtmelodie - 1945: Kołobrzeg (Kolberg) - 1945: Das Leben geht weiter - 1948: Miłość '47 (Liebe 47) - 1949: Tobias Knopp, Abenteuer eines Junggesellen - 1949: Meine Nichte Susanne - 1950: Des Lebens Überfluß - 1950: Melodie des Herzens - 1951: Der Weibsteufel - 1951: Der blaue Stern des Südens - 1951: Das Tor zum Frieden - 1952: 1. April 2000 - 1953: Die Stärkere - 1953: Das tanzende Herz - 1954: Die schöne Müllerin - 1954: Auf der Reeperbahn nachts um halb eins - 1954: ... und ewig bleibt die Liebe - 1955: Urlaub auf Ehrenwort | - 1955: Ich war ein häßliches Mädchen - 1955: Die heilige Lüge - 1956: Waldwinter - 1956: Die Trapp-Familie - 1957: Immer wenn der Tag beginnt - 1957: Königin Luise - 1957: Auf Wiedersehen, Franziska! - 1958: Die Trapp-Familie in Amerika - 1958: Sebastian Kneipp: der Wasserdoktor - 1958: Taiga - 1959: Meine Tochter Patricia - 1959: Ich heirate Herrn Direktor - 1959: Jacqueline - 1960: Schlußakkord - 1960: Eine Frau fürs ganze Leben - 1960: Ingeborg - 1961: Das letzte Kapitel - 1963: Schwejks Flegeljahre - 1964: Jetzt dreht die Welt sich nur um dich - 1966: Die Schatzinsel (Fernsehvierteiler) - 1968: Przygody Tomka Sawyera (Tom Sawyers und Huckleberry Finns Abenteuer) - 1969: Wenn süß das Mondlicht auf den Hügeln schläft - 1972: Die Abenteuer des braven Soldaten Schwejk (TV) - 1976: Das kleine Hofkonzert (TV) - 1977: Das chinesische Wunder - 1979: Nachbarn und andere nette Menschen - 1979: Götz von Berlichingen mit der eisernen Hand - 1982: Gastspieldirektion Gold |

## Nagrody
- 1938 Ernennung zum Staatsschauspieler
- 1942 Ehrenring des deutschen Films für Die Entlassung
- 1943 Ernennung zum Professor
- 1951 Sascha-Pokal für Der Weibsteufel
- 1952 Sascha-Pokal für 1. April 2000
- 1958 Bambi (geschäftlich erfolgreichster Film 1957) für Die Trapp-Familie
- 1967 Perla-TV der Internationalen Film- und Fernsehmesse Mailand für Die Schatzinsel
- 1968 Perla-TV für Tom Sawyers und Huckleberry Finns Abenteuer